# Phratora hudsonia
Phratora hudsonia är en skalbaggsart som beskrevs av Brown 1951. Phratora hudsonia ingår i släktet Phratora och familjen bladbaggar. Inga underarter finns listade i Catalogue of Life.